# 크리슬란 엔히키 다 시우바 지 소자
크리슬란 엔히키 다 시우바 지 소자(포르투갈어: Crislan Henrique da Silva de Sousa, 1992년 3월 13일 ~ )는 브라질의 축구 선수로, 포지션은 스트라이커다.
현재 세리이 B의 브루스키 FC 소속이다.